# رومانسية الممالك الثلاث (رواية)
رومانسية الممالك الثلاث (بالصينية: 三國演義) (بالإنجليزية: Romance of the Three Kingdoms)‏، هي رواية تاريخية تعود إلى القرن الرابع عشر تُنسب إلى المؤلف الصيني لو قوانتشونغ، تتحدث عن نهاية سُلالة هان وفترة الممالك الثلاث في تاريخ الصين؛ ابتداءً من عام 169 ميلادياً حتى نهاية عام 280 عند توحيد الأرض.
القصة التاريخية والأسطورية، تصور في إطار رومانسي ودرامي حياة الإقطاعيين وخدمهم، الذين حاولوا استبدال أسرة هان المتضائلة أو استعادتها. بينما تتبع الرواية مئات الشخصيات، فهي تركز بشكل أساسي على كتل السلطات الثلاثة التي نشأت من بقايا أسرة هان، والتي ستشكل في النهاية الدويلات الثلاثة وهي مملكة واي، ومملكة شو، ومملكة وو الغربية. تتعامل الرواية مع المؤامرات، المعارك الشخصية والعسكرية، ونضال هذه الدويلات لتحقيق الهيمنة لما يقرب أكثر من 100 سنة.
تُعتبر رواية رومانسية الممالك الثلاث واحدة من أربع روايات كلاسيكية كبرى في الأدب الصيني. تحتوي على ما مجموعه 800 ألف كلمة وما يقرب من ألف شخصيات دراماتيكية (معظمها تاريخية) في 120 فصلاً. الرواية من بين أكثر الأعمال الأدبية المحبوبة شرق آسيا، وتمت مقارنة تأثيرها الأدبي في المنطقة مع أعمال شكسبير على الأدب الإنجليزي. ويمكن القول إن الرواية التاريخية تُعتبر الأكثر قراءة على نطاق واسع في أواخر الإمبراطورية والصين الحديثة.

## خلفية
قبل المصنفات المكتوبة وُجدت أساطير من فترة الممالك الثلاث كتراث شفهي. بتركيزها على تاريخ صينيو الهان، القصص الشعبية التي نمت في عهد أباطرة المنغول من أسرة يوان. في عهد أسرة مينج اللاحقة كان هناك اهتمام بالمسرحيات والروايات مما أسفر عن المزيد من التوسعات وإعادة رواية القصص.
كانت محاولة مبكرة لجمع هذه القصص في عمل مكتب، پينگ‌هوا، سانگوژي پينگ‌هوا (بالصينية: 三国志评话) حرفياً "قصة سجلات الممالك الثلاث")، نشرت ما بين 1321 و1323. جمع هذا الإصدار موضوعات أسطورية، سحرية وأخلاقية لجذب طبقة الفلاحين. نسجت عناصر التناسخ والكارما في هذه النسخة من القصة.

## القصة
هذه الفقرة بحاجة إلى إثراء من قبل مختصين أو مُطّلعين، ساهم في إثراءها.

من أعظم مميزات رومانسية الممالك الثلاث التعقيد الشديد لقصصها وشخصياتها. تحتوي الرواية على قصص ثانوية عديدة. ومن أهم ما تناولته تمرد العمائم الصفر والحضور العشرة وطغيان دونغ زوو والنزاع بين مختلف القادة والنبلاءوتأسيس سون تسي أسرة حاكمة في جيانغدونغ وسيطرة ليوباي على الأراضي في مقاطعة يي.

## تحليل أدبي
تعد رواية رومانسية الممالك الثلاث أهم أعمال لو قوانتشونغ وهي أول رواية تاريخية طويلة مكتملة في الأدب الصيني، استمد موضوعها من الصراع الذي نشب بين ممالك وو، وي، وشو. تناولت الرواية الأحداث التاريخية في الفترة الممتدة من أواخر عهد مملكة هان الشرقية إلى مطلع عهد مملكة جين، أي ما يقارب المئة عام، والصراع السياسي والعسكري بين الممالك، والتناقضات الاجتماعية، وكشفت اللثام عن النزاع السافر والتناقض الكامن في المجتمع، وفضحت جرائم الطغمة الحاكمة، وصورت معاناة العامة في صراعهم من أجل لقمة العيش، وتغنت بأمجاد الشعب الصيني وحكمته. أفاد الكاتب في كتابة روايته من المراجع التاريخية، ونصوص الأدب الشعبي القديم هوا بن، ونصوص الأوبرا الصينية، والحكايات الشعبية الشفوية القديمة، إضافة إلى خبرة المؤلف وعبقريته التي حولتها من كتاب في التاريخ إلى عمل أدبي معاصر في بنية فنية متينة ومشوقة. ومع أن الرواية تناولت أحداثاً تاريخية وقعت ومضت، إلا أنها حملت مضامين فكرية معاصرة من خلال فضحها دسائس شخصيات الطبقة الحاكمة وخبثها ونفاقها وبشاعتها، وتمجيدها شخصيات تاريخية تحمل قيماً نضالية عبّرت عن معاناة أفراد الشعب ورغبته في حياة مستقرة وآمنة.
إن انتقال الكاتب بين الشمال والجنوب، وقربه من طبقات المجتمع الدنيا، ومعرفته بتفاصيل حياتهم مكنته من رسم شخصيات نابضة بالحياة مثل تساو تساو، تشانغ في، ليو باي، غه ليانغ مما جعل الرواية مقروءة ومفضلة لدى العامة منذ كتابتها حتى اليوم.
تحتل رواية رومانسية الممالك الثلاث مكانة رفيعة ولها تأثير عميق في تاريخ الأدب الصيني. وقد ظهرت مئات الأعمال الروائية والأوبرات المستمدة أو المقتبسة منها. وهي تعدّ نموذجاً أدبياً وفنياً، ومرجعاً تعليمياً في الشؤون العسكرية وتكتيك الحروب. وتعود أقدم مخطوطة للرواية إلى عام 1522م، وهي مؤلفة من أربع وعشرين لفافة (مجلد) ومئتين وأربعين فصلاً.
تمتاز أعمال غوانزونغ بكثرة الشخصيات، وتعدد الحبكات الثانوية، وعمق تقنية السرد القصصي، ورسم مفصل ودقيق وحيوي للشخصيات، ولغة تجمع بين التقليدية والمعاصرة.

## اقتباسات
رواية رومانسية الممالك الثلاث سردت في أشكال عديدة منها المسلسلات التلفزيونية، المانغا وألعاب الفيديو.